# 루키우스 마르키우스 켈레르 마르쿠스 칼푸르니우스 롱구스
루키우스 마르키우스 켈레르 마르쿠스 칼푸르니우스 롱구스(Lucius Marcius Celer Marcus Calpurnius Longus)는 로마의 원로원 의원으로, 서기 2세기에 활동했었다. 그는 144년 마지막 눈디니움 기간 데키무스 벨리우스 피두스를 동료 집정관으로 하여 보좌 집정관으로 근무했다. 롱구스는 금석문 자료를 통해 생애가 전체적으로 알려져 있다.
에트문트 그로아크가 집필한 아카이아 속주의 프로콘술들에 대한 인물 기술집에서 칼푸르니우스 롱구의 존재에 관한 정보들을 내놓은 이래로, 그의 생애에 관한 증거를 두고 의견 충돌들이 있어 왔다. 그의 생애에 대한 가장 최근 연구는 주세페 카모데카(Giuseppe Camodeca)가 진행했었으며, 그는 칼푸르니우스 롱구스의 생애 연표를 보좌 집정관 시기까지 만들어냈는데, 그는 집정관 임기 시기를 148년으로 추정했다. 불행히도, 카모데카는 베르너 에크가 칼푸르니우스 롱구스의 보좌 집정관 임기 시기를 144년이라 분명하게 해놓은 '로마의 군사 기록물'을 공개한 것을 알지 못했다. 그런 이유로, 칼푸르니우스 롱구스의 생애에 대한 카모데카의 논문에서 가져온 모든 시기는 4년 이전에 일어났던 것으로 수정되었다.
칼푸르니우스 롱구스에 대해 확인된 가장 빠른 관직은 '비긴티비리'를 이루는 4개 정무관직 중 하나로, 로마의 거리 유지를 책임지는 '콰투오르비리 비아룸 쿠란다룸'(quattuorviri viarum curandarum)이었다. '비긴티비리'에서 근무하는 것은 로마 원로원에 입성하기까지 사전 준비 과정이자 첫 단계로 요구되었다. 이 시기는 117년과 120년 사이로 추정된다. 그는 다음으로 당시 모이시아에 배치됐던 이탈리카 제1군단의 트리부누스 밀리툼으로 있었다는 것이 확인되었으며 121년과 125년 사이였다. 칼푸르니우스 롱구스가 재무관으로 임명되었다고 결론을 지어볼 수 있는데, 전통적인 공화정 시대의 정무관직을 마치는 것이 로마 원로원에 이름 올린 자들의 일방적인 방식이었기 때문이었다. 그가 호민관이나 조영관을 거친 다음 법무관 등 다음에 있는 전통적 공화적 관직들 두 개를 역임했다고 추측해볼 수 있으나, 다음으로 확인된 관직인 비티니아 폰투스의 '레가투스 프로콘술라리스'(부프로콘술)이 들어가는데, 2세기 동안 '레가투투스 프로콘술라리스' 원로원 의원이 법무관을 마친 뒤 보통 임명됐으나, 법무관에 오르기 전에 맡는 경우들도 있었다. 그럼에도, 칼푸르니우스 롱구스가 136년경에 '레가투스 프로콘술라리스'였고 140년경에 집정관직 오르기 전 마지막으로 확인된 직위인 아카이아의 프로콘술로 있었다고 추측된다.